# بي36 توشهافن

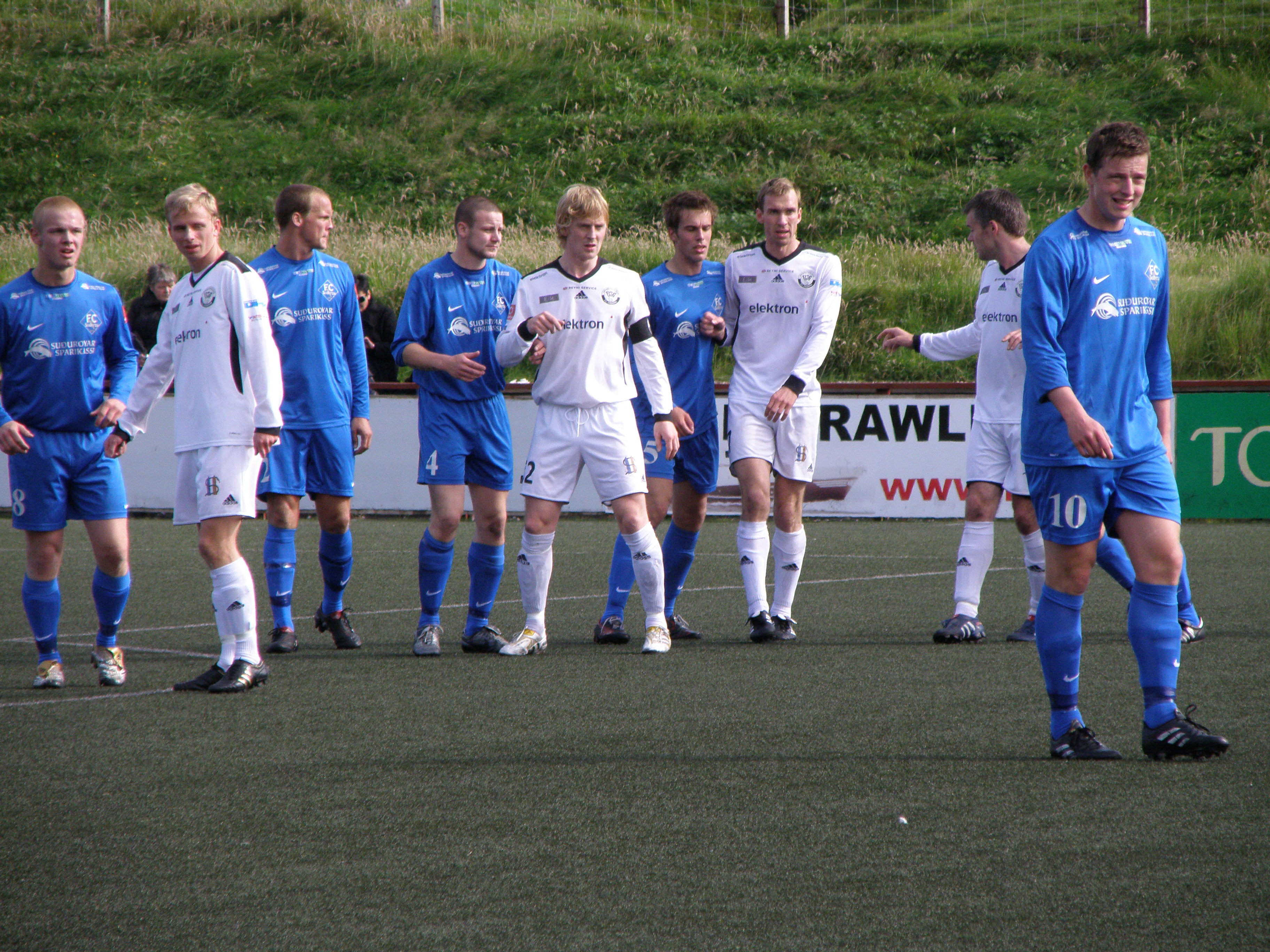

بي36 توشهافن (بالفاروية: Bóltfelagið 1936) أو نادي توشهافن هو نادي كرة قدم فاروي من العاصمة تورسهافن. يخوض الفريق مبارياته البيتية على ملعب غوندادالور وينافس في دوري جزر فارو الممتاز.

## وصلات خارجية
- الموقع الرسمي